# Европейски социален модел
Европейски социален модел е термин, обозначаващ общите характеристики на социалния модел в европейските страни.
Сред тях са стремежът към пълна заетост, социална защита на всички граждани, демокрация.
Тъй като в различните страни се акцентира на различни елементи на модела, някои изследователи разглеждат няколко отделни европейски социални модела:
- северен (наричан още държава на всеобщото благоденствие,
- англосаксонски,
- средиземноморски,
- континентален.[1][2]